# Kanicovití
Kanicovití (Serranidae) jsou čeleď ryb z řádu ostnoploutví (Perciformes). Dělí se na tři podčeledi: Anthiinae, Epinephelinae a Serraninae. Ty zahrnují několik desítek rodů s českým názvem kanic a bradáč. Někteří zástupci kaniců mohou dosahovat délky těla až 3 m a hmotnosti až 400 kg. Kanicovití patří mezi významné rybolovné a akvarijní druhy.

## Popis
Kanicovití se vyznačují značnými rozdíly ve vzhledu a velikosti těla. Zástupci podčeledi Anthiinae jsou spíše malí, s pestrým zbarvením. Jejich nejmenším zástupcem je kanic trpasličí (Plectranthias longimanus), jenž na délku měří pouhé 3 cm. Někteří velcí kanici z podčeledi Epinephelinae naopak mohou dosahovat maximální délky těla až 3 m a hmotnosti až 400 kg.
Typickými znaky čeledi jsou: tři trny na skřelové kosti, ktenoidní šupiny a úplná postranní čára. Kanicovití rozvíjejí pouze jednu hřbetní ploutev, u některých druhů mírně vykrojenou mezi trnitou částí, již tvoří 7 až 13 trnů, a částí tvořenou měkkými paprsky. Ocasní ploutev má obvykle zaoblený tvar, u některých druhů je uťatá, případně poloměsíčitá; zřídka rozeklaná. Výrazným znakem mnohých kaniců jsou jejich čelisti. Špička horní čelisti zůstává viditelná, i pokud ryba zavře tlamu, dolní čelist pak z profilu přes horní čelist přesahuje.

## Biologie
Kanicovití se, v závislosti na druhu, vyskytují na velkém množství různých stanovišť v tropických a mírných mořských, brakických, a dokonce i sladkých vodách, od mělčin až po hloubky přesahující několik stovek metrů. Množství druhů je spojováno s korálovými a skalnatými útesy, úkryt jim poskytují různé jeskyně a štěrbiny. Jiní kanicové žijí v písčitých či suťovitých oblastech, v porostech mořské trávy, řas anebo v mangrovech. Zástupci podčeledi Anthiinae se naopak pohybují nad hlubokými svahy a vrcholky útesů.
Zástupci podčeledi Anthiinae se živí většinou drobnými korýši a rybími jikrami. Velcí kanicové představují naopak mohutné vodní predátory jiných ryb či hlavonožců, v dospělosti nemají přirozené nepřátele. Někteří zástupci podčeledi Epinephelinae (tribu Grammistini) se proti predátorům brání vylučováním kožního toxinu. Někteří kanicové, jako jsou druhy rodu Serranus, se vyznačují hermafroditismem, samčí a samičí pohlavní žlázy však v takovém případě bývají funkční jenom po určitou část životního cyklu. Ryba tedy stráví část života jako samice, část života jako samec (protogynní hermafroditismus).

## Seznam rodů
Podle 
- Acanthistius Gill, 1862
- Aethaloperca Fowler, 1904
- Alphestes Bloch & Schneider, 1801
- Anatolanthias Anderson, Parin & Randall, 1990
- Anthias Bloch, 1792
- Anyperodon Günther, 1859
- Aporops Schultz, 1943
- Aulacocephalus Temminck & Schlegel, 1843
- Baldwinella Anderson & Heemstra, 2012
- Bathyanthias Günther, 1880
- Belonoperca Fowler & Bean, 1930
- Bullisichthys Rivas, 1971
- Caesioperca Castelnau, 1872
- Caprodon Temminck & Schlegel, 1843
- Centropristis Cuvier, 1829
- Cephalopholis Bloch & Schneider, 1801
- Chelidoperca Boulenger, 1895
- Choranthias Anderson & Heemstra, 2012
- Chromileptes Swainson, 1839
- Cratinus Steindachner, 1878
- Dactylanthias Bleeker, 1871
- Dermatolepis Gill, 1861
- Diplectrum Holbrook, 1855
- Diploprion Cuvier, 1828
- Dules Cuvier, 1829
- Epinephelides Ogilby, 1899
- Epinephelus Bloch, 1793
- Giganthias Katayama, 1954
- Gonioplectrus Gill, 1862
- Gracila Randall, 1964
- Grammistes Bloch & Schneider, 1801
- Grammistops Schultz, 1953
- Hemanthias Steindachner, 1875
- Holanthias Günther, 1868
- Hypoplectrodes Gill, 1862
- Hypoplectrus Gill, 1861
- Hyporthodus Gill, 1861
- Jeboehlkia Robins, 1967
- Lepidoperca Regan, 1914
- Liopropoma Gill, 1861
- Luzonichthys Herre, 1936
- Meganthias Randall & Heemstra, 2006
- Mycteroperca Gill, 1862
- Nemanthias Smith, 1954
- Niphon Cuvier, 1828
- Odontanthias Bleeker, 1873
- Othos Castelnau, 1875
- Paralabrax Girard, 1856
- Paranthias Guichenot, 1868
- Parasphyraenops Bean, 1912
- Planctanthias
- Plectranthias Bleeker, 1873
- Plectropomus Oken, 1817
- Pogonoperca Günther, 1859
- Pronotogrammus Gill, 1863
- Pseudanthias Bleeker, 1871
- Pseudogramma Bleeker, 1875
- Rabaulichthys Allen, 1984
- Rainfordia McCulloch, 1923
- Rypticus Cuvier, 1829
- Sacura Jordan & Richardson, 1910
- Saloptia Smith, 1964
- Schultzea Woods, 1958
- Selenanthias Tanaka, 1918
- Serraniculus Ginsburg, 1952
- Serranocirrhitus Watanabe, 1949
- Serranus Cuvier, 1816
- Suttonia Smith, 1953
- Tosana Smith & Pope, 1906
- Tosanoides Kamohara, 1953
- Trachypoma Günther, 1859
- Triso Randall, Johnson & Lowe, 1989
- Variola Swainson, 1839
- Zalanthias Jordan & Richardson, 1910

## Galerie vybraných druhů

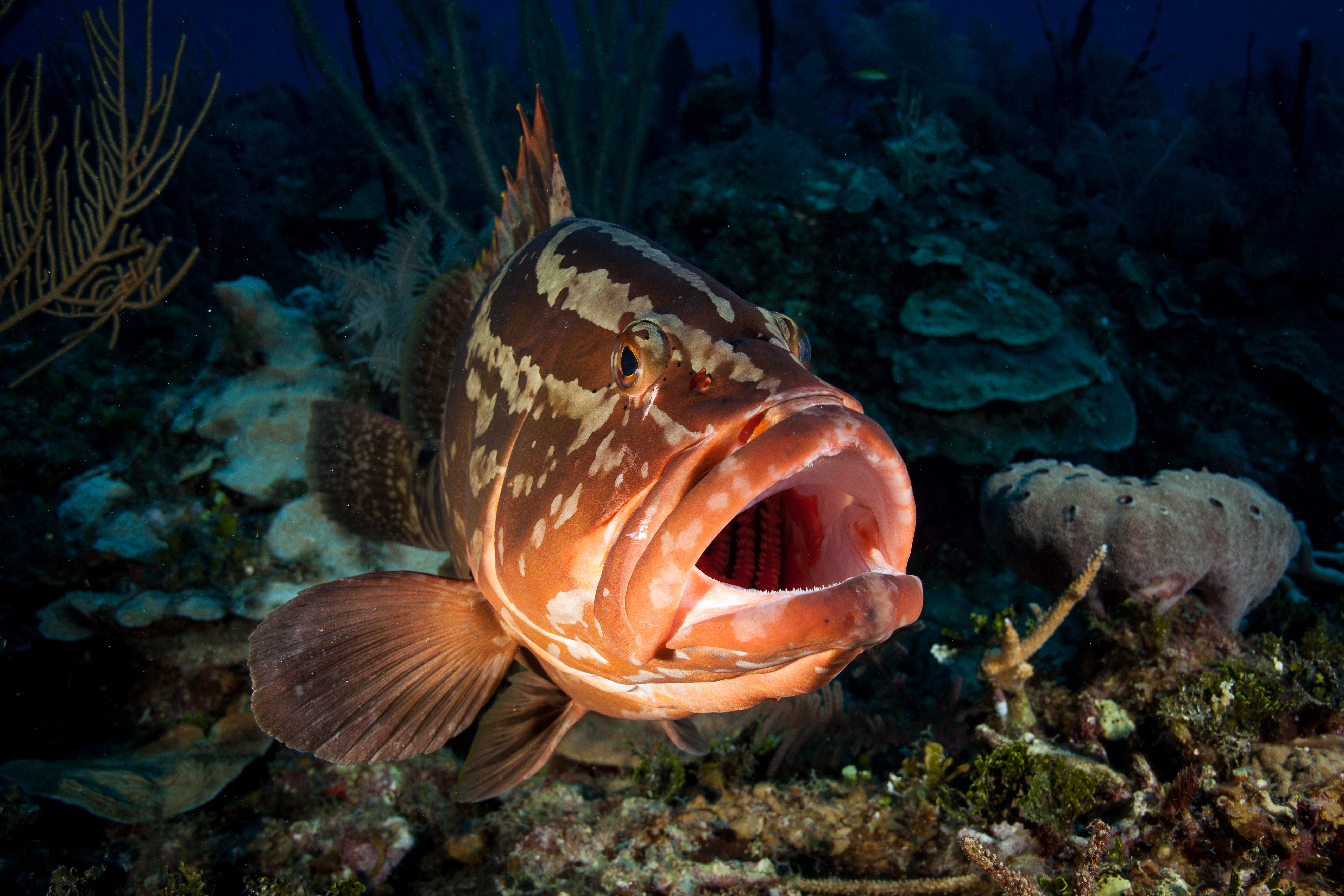
Kanic bělopruhý (Epinephelus striatus), podčeleď Epinephelinae
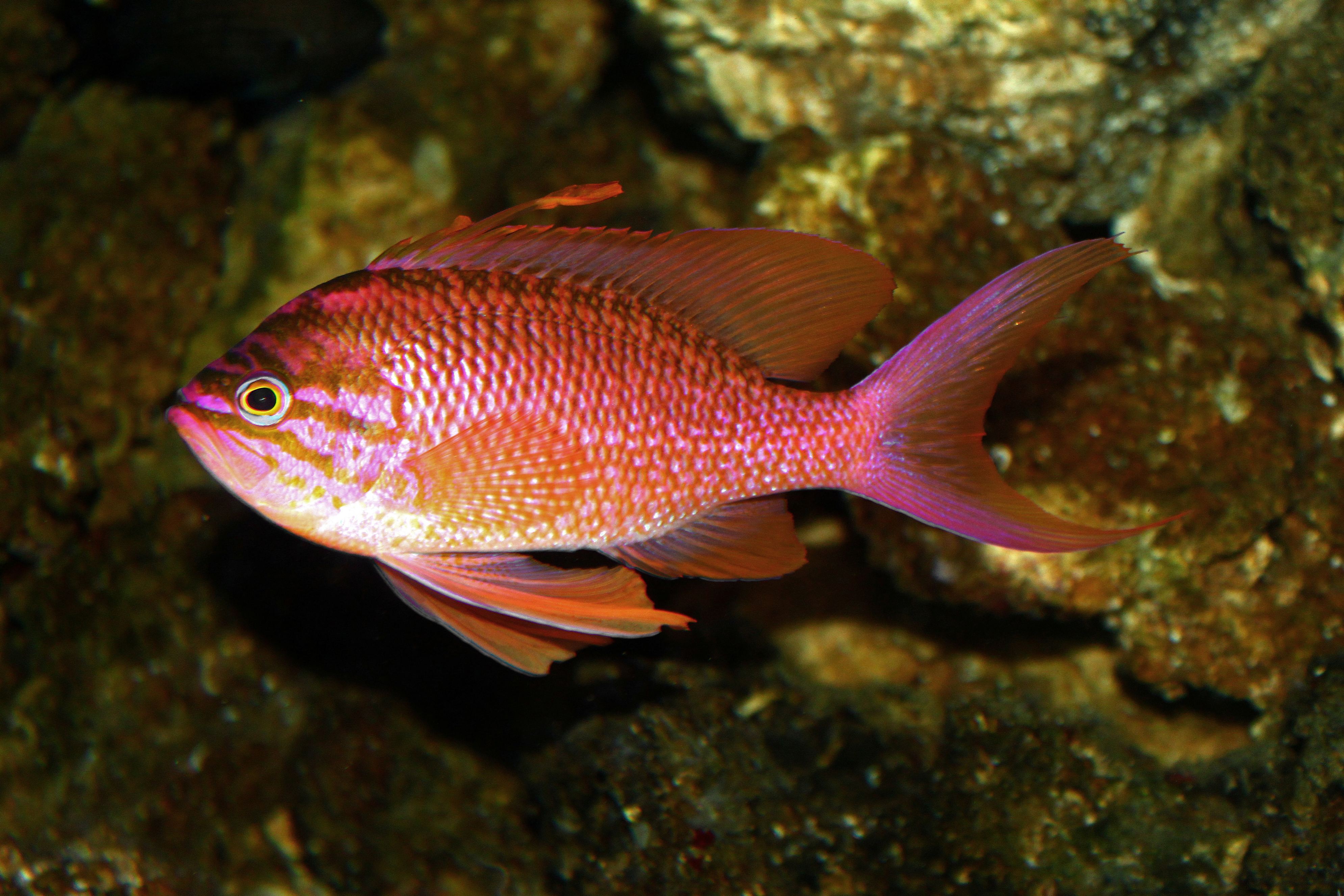
Kanic červený (Anthias anthias), podčeleď Anthiinae
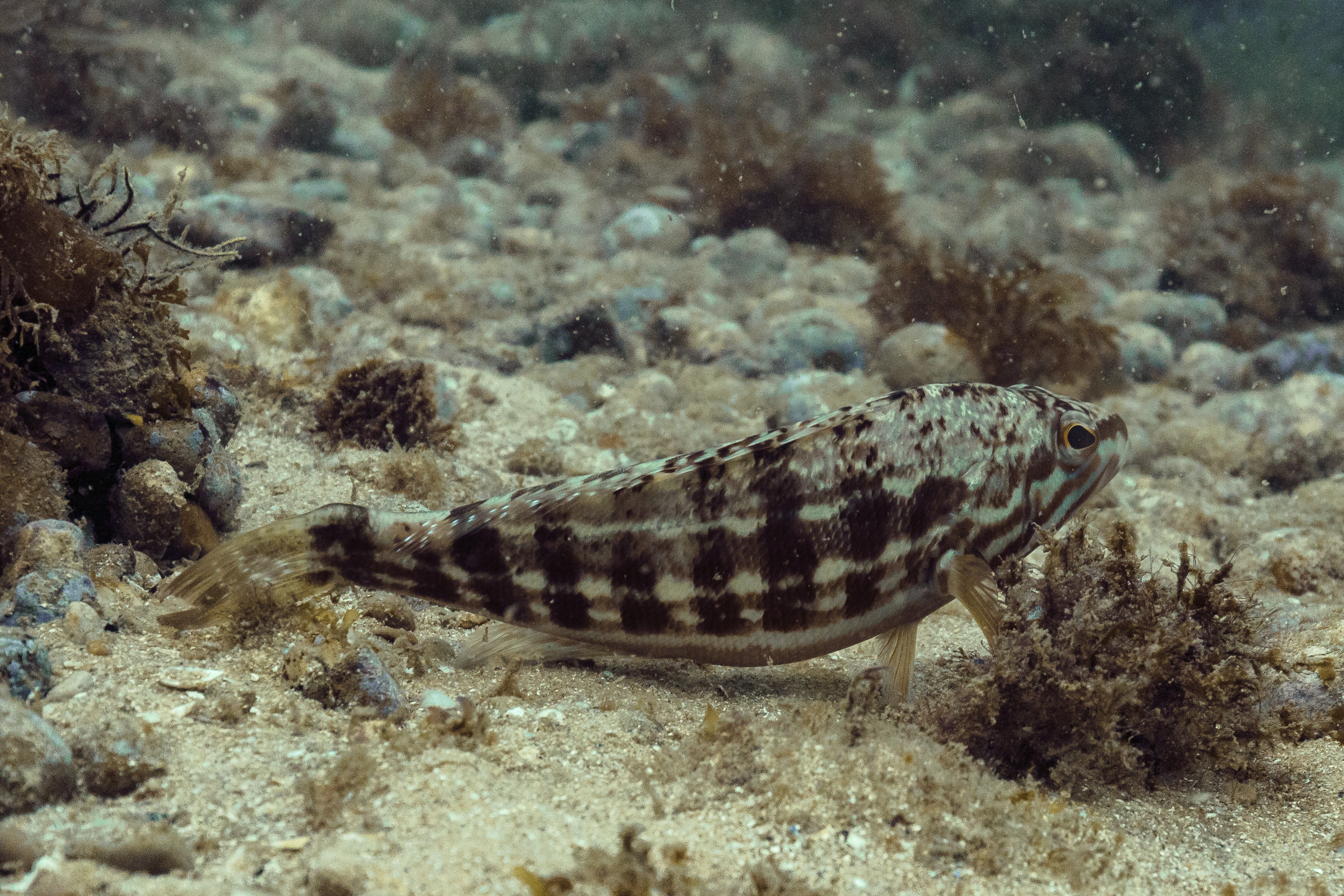
Kanic opásaný (Serranus cabrilla), podčeleď Serraninae
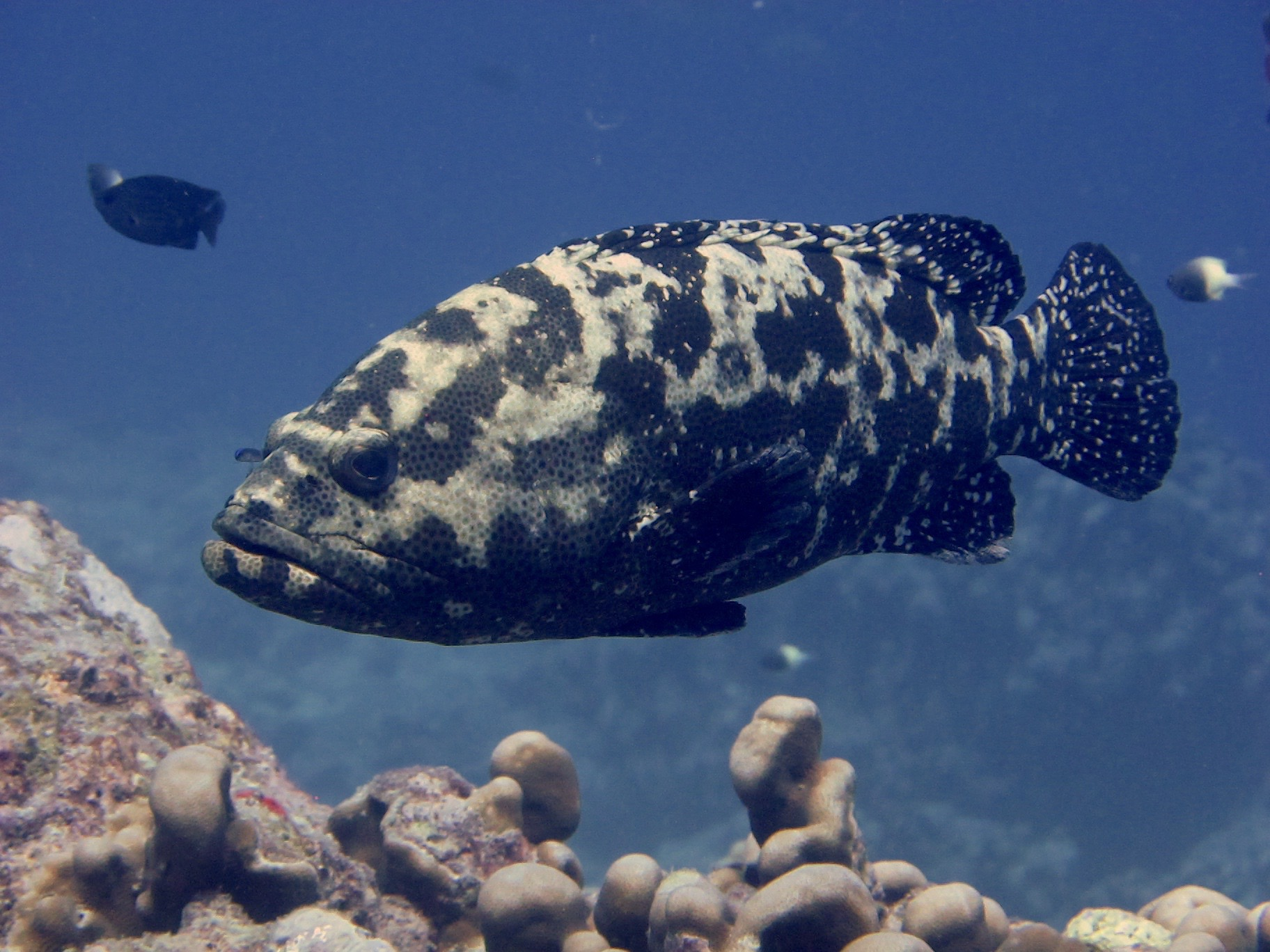
Kanic hnědoskvrnný (Epinephelus fuscoguttatus), podčeleď Epinephelinae
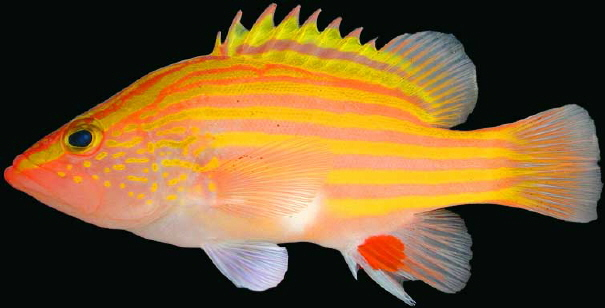
Kanic překrásný (Gonioplectrus hispanus), podčeleď Epinephelinae
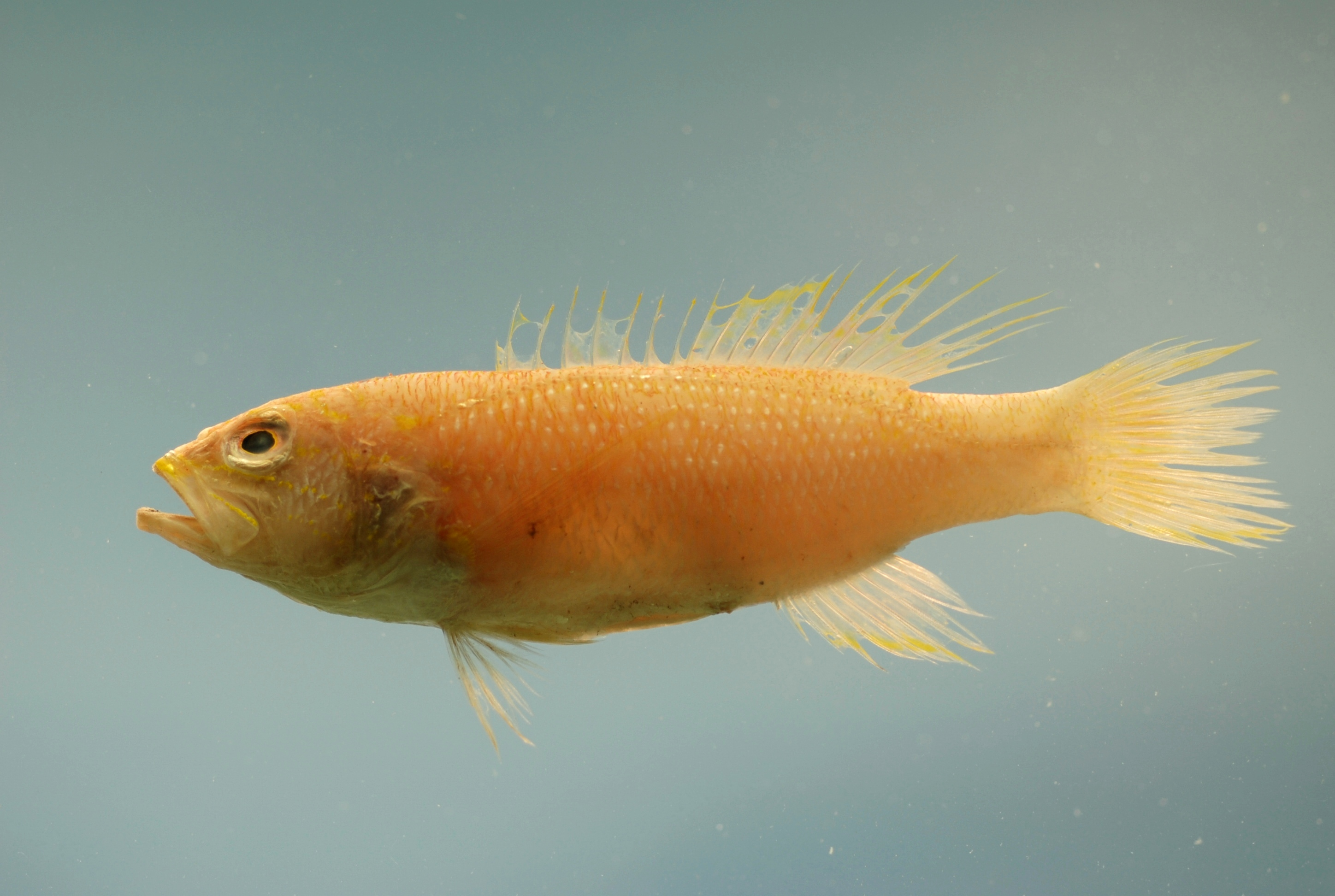
Kanic žlutoocasý (Bathyanthias mexicanus), podčeleď Epinephelinae
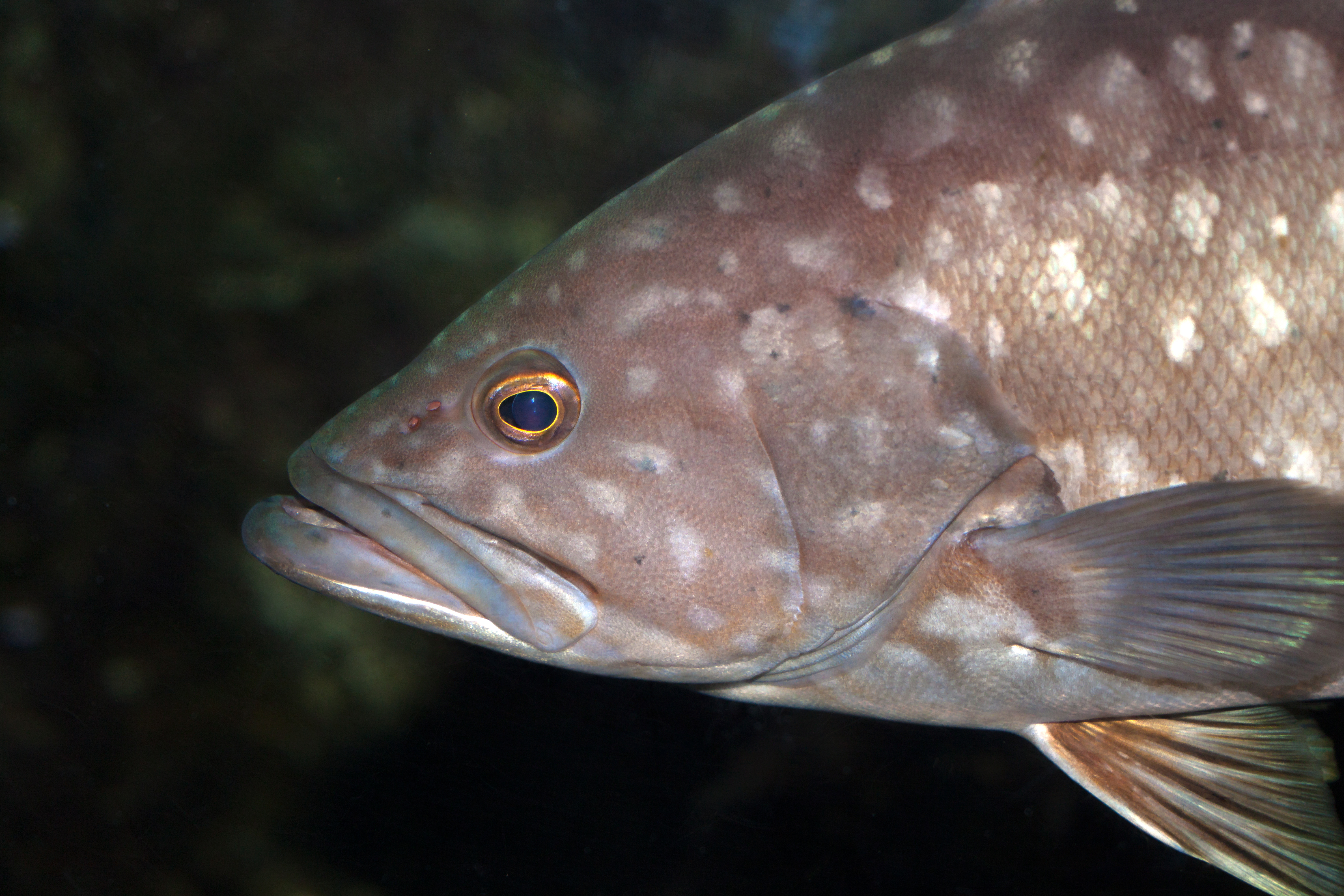
Kanic vroubený (Epinephelus marginatus), podčeleď Epinephelinae